# Ann Kelleher
Ann B. Kelleher, da cidade de Macroom, Condado de Cork, é engenheira e diretora sênior da Intel Corporation. Ela lidera a fabricação de circuitos integrados  de grande volume da Intel e foi a primeira mulher irlandesa a ser nomeada vice-presidente da empresa.

## Educação
Kelleher é originalmente da cidade de Macroom do Condado de Cork, Irlanda, onde seu pai trabalhava como fazendeiro.  Com o suporte dos pais, Kelleher estudou matemática e ciências no colégio, e optou por estudar engenharia na University College Cork (UCC), sendo uma das cinco únicas mulheres da turma de 55.   Ela se especializou em engenharia elétrica e formou-se em 1987.  Kelleher continuou seus estudos fazendo Mestrado em engenharia elétrica ao invés de aceitar uma oferta de trabalho na empresa Digital in Clonmel, no Condado de Tipperary. Kelleher concluiu o mestrado em 1989 . Com isto, ela se tornou a primeira mulher a receber um PhD da Ireland's National Microelectronics Research Centre (NMRC), agora parte do Tyndall National Institute na UCC, em 1993.

## Início da Carreira
Em 1996, Kelleher ingressou na Intel Irlanda na cidade de Leixlip, no condado de Kildare, como engenheira de processo, sendo rapidamente promovida. Sua primeira grande responsabilidade foi como gerente da fábrica da Intel conhecida como Fab 24, quando da sua inauguração em 2006, que é uma planta de manufatura de semicondutores na cidade de Leixlip.  Naquela época, a Fab 24 era a primeira fabrica da Intel de chips na Europa usando o avançado processo de techologia de 65nm. Em 2018, Kelleher decidiu ir aos Estados Unidos para ser gerente da fábrica da Intel conhecida como Fab 12 na cidade de Chandler, no Estado do Arizona. Kelleher também gerenciou a fábrica da Intel da cidade de Rio Rancho, no Estado do Novo México, conhecida como Fab 11 antes de mudar-se para a cidade de Portland, no Estado do Oregon em 2015, onde ainda vivia em 2018.

## Carreira atual
Kelleher foi gerente geral da organização Fab/Sort de Manufatura.  Nessa função, ela foi responsável por todos os aspectos da manufatura da Intel de grande volume de silício.
Em 2011, Kelleher tornou-se a primeira mulher irlandesa na história da empresa a ser nomeada vice presidente. Em Janeiro de 2018, ela foi promovida a vice-presidente sênior do grupo de Technologia e Manufatura, grupo formado por 30.000 empregados. Suas responsabilidades incluem  garantia de qualidade corporativa, disponibilidade de produtos ao cliente e gerenciamento da cadeia de suprimentos, e planejamento estratégico para as operações de manufatura da empresa em todo o mundo.
Em 2018, Kelleher foi uma das 25 mulheres reconhecidas por Ireland's Most Powerful Women Awards."  Mais tarde no mesmo ano, Forbes sugeriu que Kelleher seria a pessoa apropriada para substituir Elon Musk como Presidente da Tesla, Inc. devido sua experiência em “alta tecnologia e alto volume de manufatura”.

## Defesa pela igualdade de gênero na engenharia
Kelleher é uma defensora das mulheres trabalhando como engenheiras e em posições sênior na gerência de empresas de alta tecnologia. Ela disse que mais meninas deveriam estudar matérias como ciência, tecnologia, engenharia e matemática (STEM) nos colégios e nas universidades. Kelleher defende que mais mulheres deveriam pleitear  posições gerenciais sênior. 

## Vida Pessoal
Kelleher viaja para Asia e Europa algumas vezes ao ano, assim como visita o lugar de origem da sua família.